# Бурдзион
Бу́рдзион (Бурдзи, греч. Μπούρτζιον ή Μπούρτζι) – небольшой необитаемый остров в Греции, расположенный в бухте Нафплион в глубине залива Арголикос Эгейского моря на входе в гавань Нафплиона, напротив береговой батареи «Пять братьев» (Πέντ-Αδερφιών) и крепости Акронафплия. Входит в сообщество Нафплион в общине Нафплион в периферийной единице Арголида в периферии Пелопоннес. Практически всю территорию острова занимает старая венецианская крепость. Сами венецианцы называли остров «Кастелли» (Καστέλι, от итал. castello — замок, крепость), а в годы Греческой революции 1821—1829 гг. Бурдзион был известен как «Морская башня» (θαλασσόπυργος).
Венецианцы владели Нафплионом с 1388 года, однако город находился под угрозой захвата турками. В 1473 году после изгнания отрядов Махмуд-паши, венецианцы воздвигли на Бурдзи крепостные укрепления по проекту архитектора Антонио Гамбелло и оснастили их артиллерийскими орудиями. В 1502 году в ходе перестройки крепости Акронафплия (акрополя Нафплиона) и сооружения крепости Паламиди, венецианцы воздвигли бастион «Пять братьев» и связали его с Бурдзи системой искусственных насыпей из валунов, а также цепей, защитив, таким образом, город от нападения с моря. Отсюда еще одно название Нафплиона — Цепной порт (Лименас-тис-Алису, Λιμένας της Αλύσου).
Тем не менее, в 1540 году Нафплион перешел в руки турок-османов. Венецианцы вернулись в город в 1686 году и закрепили его за собой по условиям Карловицкого мира (1699). Они воздвигли на Бурдзи новые мощные крепостные башни и артиллерийские бастионы, которые в целом сохранились и формируют вид из Нафплиона на море. В 1715 году венецианцы окончательно покинули Нафплион, в городе утвердилось турецкое владычество.
Во время Греческой революции Бурдзи попытался взять в 1821 году отряд греческих повстанцев под командованием французского филэллина Оливье Вутье. 3 или 4 декабря крепость штурмовал отряд Никитараса. 18 июня 1822 года крепость сдалась. Овладев крепостью, повстанцы смогли артиллерийским огнём прервать пути снабжения осажденных в городе турок.
В годы Греческой революции Нафплион был столицей молодого греческого государства. В сложных условиях национально-освободительной борьбы и становления нового государства греческого правительство дважды в мае 1824 года и в июле 1827 года было вынуждено эвакуироваться на Бурдзи под защиту его крепостных стен. В 1865 году Бурдзи официально потерял статус военной крепости, стал местом проживания палача крепости Паламиди, которая в послереволюционные годы стала тюрьмой. В XX веке остров Бурдзи снискал известность как туристический объект, в 1950 году в стенах крепости была открыта гостиница, позже — ресторан.